# La asombrosa excursión de Zamba
La asombrosa excursión de Zamba es una serie animada educativa de la cadena de televisión infantil Pakapaka, perteneciente al Sistema Federal de Medios y Contenidos Públicos, creado cuando esta cadena aún pertenecía al Ministerio de Educación.
Fue estrenado el 3 de mayo de 2010 por Canal Encuentro como una serie de animación que recreaba, en capítulos de media hora, los principales sucesos de la historia argentina vistos desde la mirada de un niño inquieto que viaja en el tiempo, y presentando interpretaciones que se alejaban de los textos escolares clásicos para seguir los lineamientos del revisionismo histórico argentino, que de ese modo se acercaba por primera vez a un público infantil.
A partir del 2013, y por cuestiones presupuestarias, se dejó de lado el esquema tradicional de capítulos temáticos largos para llevar adelante Mundo Zamba, un esquema interactivo con contenidos en la web y capítulos cortos (de 5 a 10 minutos) en donde los personajes interactuaban con personajes históricos del campo de la ciencia, la cultura, la historia y el deporte. Además se emitieron canciones de otros capítulos y material enviado por los niños que miraban el programa.

## Premisa
Cada episodio inicia con José, apodado como Zamba, un niño de 9 años oriundo de la ciudad de Clorinda, Formosa quien se encuentra llegando tarde a la excursión escolar. Al tocar un determinado artilugio del lugar, este es transportado a determinado momento del pasado donde conoce a personajes de la historia de Argentina y participa en los acontecimientos. Al final de cada capítulo, el personaje le pregunta a Zamba que aprendió, y este repasa los acontecimientos más importantes.
Los episodios también incluyen segmentos simulando programas de concursos o videojuegos donde los personajes históricos compiten entre sí.

### Personajes

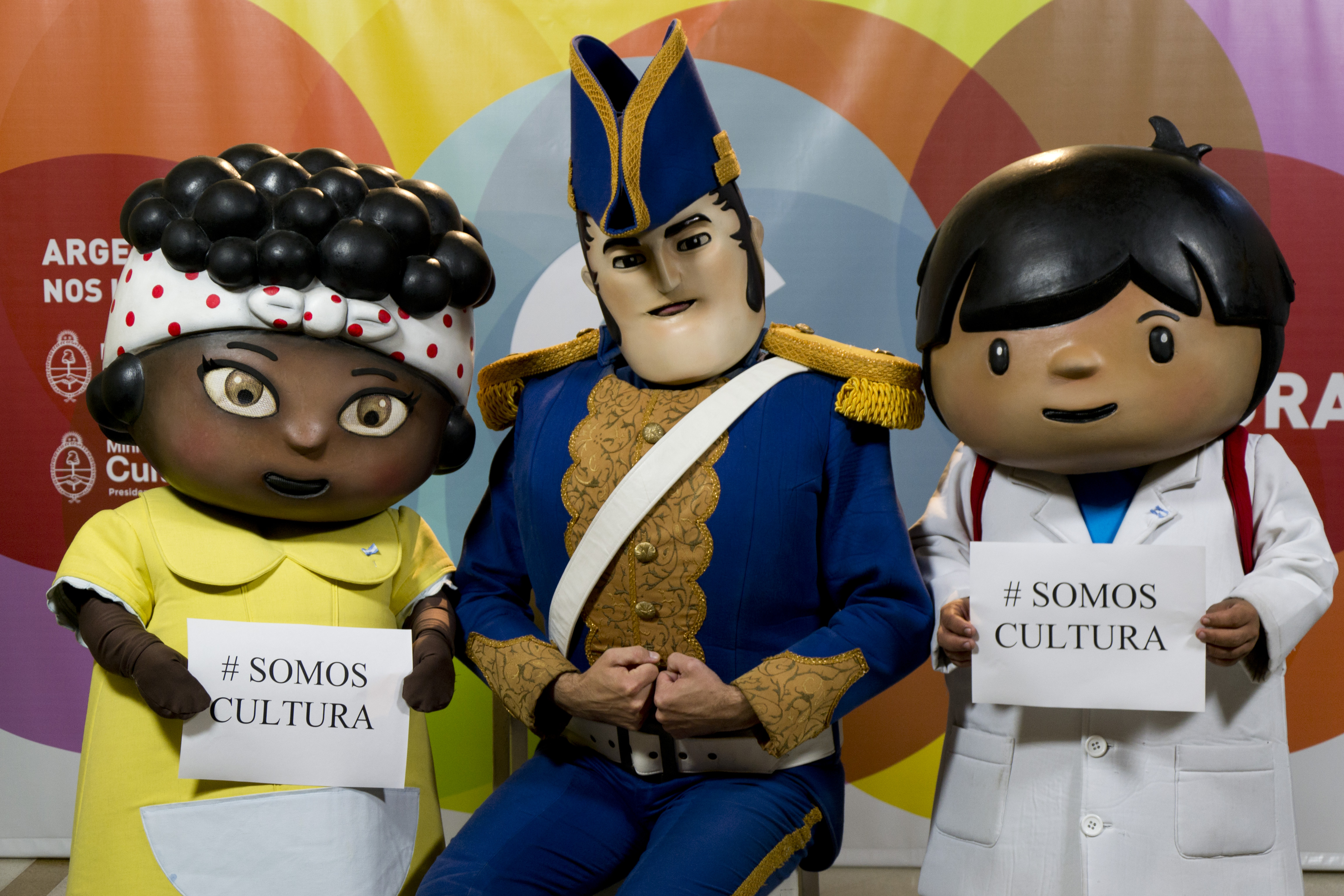
Disfraces de Niña, San Martin y Zamba, durante los festejos del 25 de mayo (2014).

Aparecen los mismos personajes tanto en La Asombrosa Excursión de Zamba como en Mundo Zamba, habiendo más en este último por ser más reciente. Los personajes históricos continúan apareciendo en los cortos actuales, incluso en los que están ambientados en la actualidad. En este apartado se enumeran solo los personajes propios de la serie.
| Personaje                | Descripción |
| ------------------------ | --- |
| Zamba (José)             | Es el protagonista de la historia, quien viaja a través del tiempo para mostrar capítulos de la historia argentina de manera versátil y agradable. Es un chico mestizo, de piel trigueña, curioso y inquieto por naturaleza. |
| Niña (Saturnina)         | Es una chica afroamericana que salvó a Zamba una vez que viajó al pasado colonial y, en consecuente, se volvieron buenos amigos y compañeros de aventuras. Es muy inteligente y perspicaz. Está enamorada de Belgrano, Bolívar, Alzaga y Pueyrredón.[cita requerida] En La asombrosa excursión de Zamba y Nina, se revela que su nombre real es Saturnina. |
| El Niño que lo sabe todo | Es un compañero de Zamba, usa antifaz y capa de superhéroe. Como lo dice su nombre, lo sabe todo. Aporta datos y sirve de brújula, mapa, libro de historia, museo de Ciencias Naturales, etcétera.[cita requerida] Puede adivinar lo que va a pasar y siempre se saca buenas notas. Cuando empieza a explicar, Zamba dice: ''¡Me aburro!''                 |
| Señorita Silvia          | Es la maestra de Zamba y del Niño que lo sabe todo. Dirige y guía la fila de alumnos en cada excursión, sin embargo, nunca se da cuenta cuando Zamba se escapa para viajar en el tiempo. |
| Niño cauteloso           | Es un chico pelirrojo con rulos y pecas. Suele mostrarse temeroso a la hora del deporte, lastimándose más por su inacción que por el riesgo en sí. Impacienta a Zamba y sus peripecias son utilizadas como introducción a explicaciones físicas y de salud a cargo del Dr. Ramón Carrillo.                                                                 |
| Charango                 | Es un quirquincho de naturaleza tímida y alarmada, que se enrolla en sí mismo cuando se asusta. Aparece por primera vez en La asombrosa excursión de Zamba en Yapeyú. |
| Malón                    | Es un niño indígena chiquito y gruñón. Su nombre hace referencia a los malones y, cuando estalla, grita "¡MALÓN!" e invoca una tormenta de arena que se lleva los problemas consigo. Representa a los pueblos originarios.[cita requerida] |
| Sapucai                  | Un veterano de la guerra de las Malvinas que aparece como soldado combatiente en el capítulo de las Islas Malvinas y como docente en el capítulo del Museo Malvinas. Está inspirado en Claudio Simari, quien había sido profesor del creador de la serie Fernando Salem.                                                                                   |
| Capitán realista         | Es el antagonista de la serie. Representa al Ejército realista en América.[cita requerida] |

## Desarrollo
En 2009, el Ministerio de Educación encargó a la productora El Perro en la Luna a hacer un programa animado que relate los hechos de la Revolución de Mayo. Para la investigación Fernando Salem, quien regresaba de filmar unos cortos para la franja infantil Pakapaka mostrando el día a día de los niños en el interior del país, visitó el Cabildo de Buenos Aires, donde al ver los retratos de la Primera Junta pensó que la tarea de hacer un contenido para niños que sea equiparable a Pokémon resultaría aburrido y poco atractivo para los niños. Fue entonces cuando Salem rememoró dos anécdotas de su maestro de cuarto grado Claudio Simari: cuando puso en clase la canción de Teresa Parodi "Apurate José", sobre las inundaciónes de Formosa, y cuando relató sobre cómo no fue embargado al avión cuando había sido enlistado para pelear en la guerra de las Malvinas; el personaje del maestro excombatiente en el capítulo de las Malvinas es un homenaje a Claudio.
Entre los apodos provisionales para Zamba (aludiendo al género musical homónimo) se encontraba "Pelusa", en referencia a Diego Maradona. Durante el desarrollo de los episodios se tomaron licencias artísticas, por lo que se omitieron algunos personajes como Juan Perón. El guionista Facundo Agrelo afirmó que “cada guion de Zamba daba muchas vueltas antes de materializarse.” Por su parte, Guido Segal rememoró que “cada episodio era debatido, era [una atmósfera] muy productiva y no parecía del todo dogmático.”
Debido a las controversias en varios de los episodios y a recortes presupuestarios durante el último período del gobierno de Cristina Kirchner, la serie fue discontinuada durante la presidencia de Mauricio Macri. Sin embargo, en mayo de 2020, el personaje regresó en un especial de 45 minutos titulado "El asombroso acto del 25 de mayo" antes de estrenarse la nueva temporada el 20 de junio con un episodio dedicado a Manuel Belgrano.
En 2023, se anunciaron dos spin-offs de la serie: Los asombrosos viajes de Zamba y Nina por la Argentina, animación 3D donde Zamba y Nina recorren diferentes localidades de la Argentina e interactúan con personas y escenarios reales, y  Las asombrosas misiones de Zamba y Yazy, miniserie de 10 capítulos donde se introduce a Yazy, quien vuelve desde un futuro distopico al pasado para concientizar sobre el cuidado del medio ambiente.

## Emisión y distribución

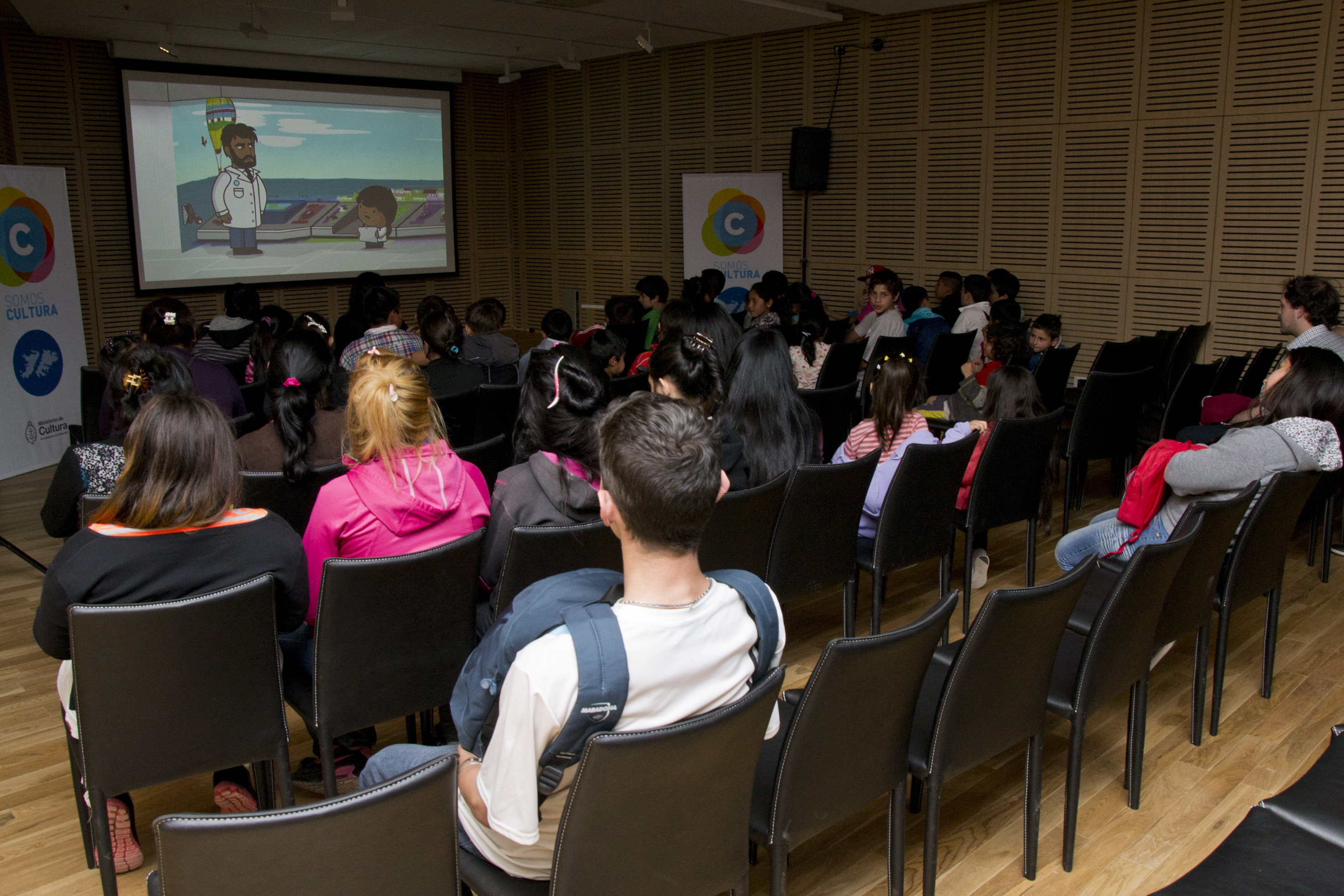
Proyección de uno de los episodios en el Museo Malvinas e Islas del Atlántico Sur.

La primera temporada, La asombrosa excursión de Zamba en el Cabildo, empezó a emitirse por Canal Encuentro en mayo de 2010, en el marco de los festejos por el Bicentenario de la Revolución de Mayo. Al año siguiente, la segunda temporada empezó a emitirse en el canal Pakapaka el 9 de julio. El Ministerio de Educación distribuyó una edición en DVD a 31 mil escuelas a nivel nacional y, como parte del programa Conectar Igualdad, fue incluida en laptops entregadas a alumnos de escuelas públicas.
En Cuba, la serie se emitió a través de Cubavisión, en Perú a través de Chicos IPe y en Venezuela a través de ANTV y 123TV.
En Estados Unidos, estuvo disponible para verse en Netflix desde octubre del 2015 hasta abril del 2017.

## Recepción
En el año 2014 fue nominada a "Mejor serie animada infantil" en los International Emmy Kids Awards.
El 12 de setiembre de 2016, el capítulo La asombrosa clase de Zamba sobre la Memoria recibió un Premio Martín Fierro por parte de la Asociación de Periodistas de la Televisión y la Radiofonía Argentinas.
En 2021, el capítulo de La asombrosa excursión de Zamba y Nina recibió el premio del Festival ComKids–Prix Jeunesse Iberoamericano 2021 en la categoría "7 a 10 años – Ficción".

## Cortos de Zamba
A partir del 2013 se dejó de lado el esquema tradicional de capítulos temáticos largos para llevar adelante otros esquemas interactivos con contenidos en la web y capítulos cortos (de 5 a 10 minutos) en donde los personajes explican temáticas de interés, o interactúan con personajes históricos del campo de la ciencia, la cultura, la historia y el deporte. Entre ellos se destacan:

### El asombroso Mundo de Zamba
Zamba, Saturnina y el Niño que lo Sabe Todo exploran distintas disciplinas y descubren curiosidades. Así, aprenden sobre música, arte, comidas, astronomía, el cuerpo humano, historia y paleontología. Por primera vez, en estos cortos se incluyeron clips musicales con la participación de Soledad Pastorutti, Kevin Johansen, La Mosca, Hilda Lizarazu y otros artistas.
El público participa enviando videos que son incluidos en los capítulos.

### Zamba Pregunta
Serie de cortos que explican sobre el sistema democrático, la elección de los representantes y las instituciones que lo componen.

### El asombroso equipo de Zamba
El asombroso equipo de Zamba fue un capítulo de 2014, en ocasión del Mundial de Fútbol de Brasil, en el que Zamba y otros personajes del show, como Saturnina, el Niño que lo Sabe Todo, San Martín y Belgrano jugaban contra equipos representativos de otros países. También participaban exjugadores argentinos como Mario Kempes, Roberto Perfumo, Sergio Goycochea y Juan Sebastián Verón. 

### Canciones de La Asombrosa Excursión de Zamba I, II y III
Colección de clips musicales referidos a canciones que aparecieron en el programa, abarcando distintos géneros: candombe, hip hop, música electrónica y chamamé, entre otros.

### Zamba, educación sexual
Se realizaron algunos capítulos sobre la temática de Educación Sexual.

### Zamba interactivo
Dentro de los juegos del sitio del canal Pakapaka se puede encontrar uno titulado Armá tu Zamba.
También existe un mapa interactivo con una línea de tiempo de la historia argentina, desde donde se puede acceder a los capítulos de la primera temporada.

## Merchandising y productos derivados

### Productos Zamba
A partir de 2014, y durante el final del ciclo kirchnerista, el Ministerio de Desarrollo Social instó a cooperativas para que produzcan muñecos, remeras, afiches y rompecabezas relacionados con el programa. Muchas de esas cooperativas formaban parte de la Confederación Nacional de Cooperativas de Trabajo, (CNCT), entidad gremial surgida en 2009, durante el gobierno de Néstor Kirchner, para nuclear a las cooperativas que nacieron para la realización de obra pública a partir de esa gestión.

### Parque temático en Tecnópolis
En 2012 en el parque de ciencia y tecnología Tecnópolis se incorporó la "Plaza Pakapaka", que incluía un área donde los personajes de Zamba y la escenografía cuentan distintos momentos de la historia argentina, con la misma impronta del programa televisivo. En julio de 2013, se dio El Asombroso Musical de Zamba con San Martín, que adapta la serie a un show teatral que combina efectos especiales y un gran despliegue en escena.
En diciembre de 2017, con la nueva administración de Tecnópolis, el sector fue desmantelado a fin de "despolitizar" las exposiciones según manifestó el director del Sistema Federal de Medios y Contenidos Públicos Hernán Lombardi.
En enero de 2021, Zamba volvió a Tecnópolis con la puesta en escena de El show de Zamba y Nina, a esto le siguió la inauguración del Asombroso Parque de Zamba y Nina en agosto de 2022 y el espectáculo El asombroso viaje de Zamba y Nina en setiembre de 2023.

### Zamba en el Centro Cultural Kirchner
El entonces llamado Centro Cultural Kirchner de Buenos Aires tuvo espectáculos y muestras relacionadas con Zamba.

#### Sinfónica Zamba

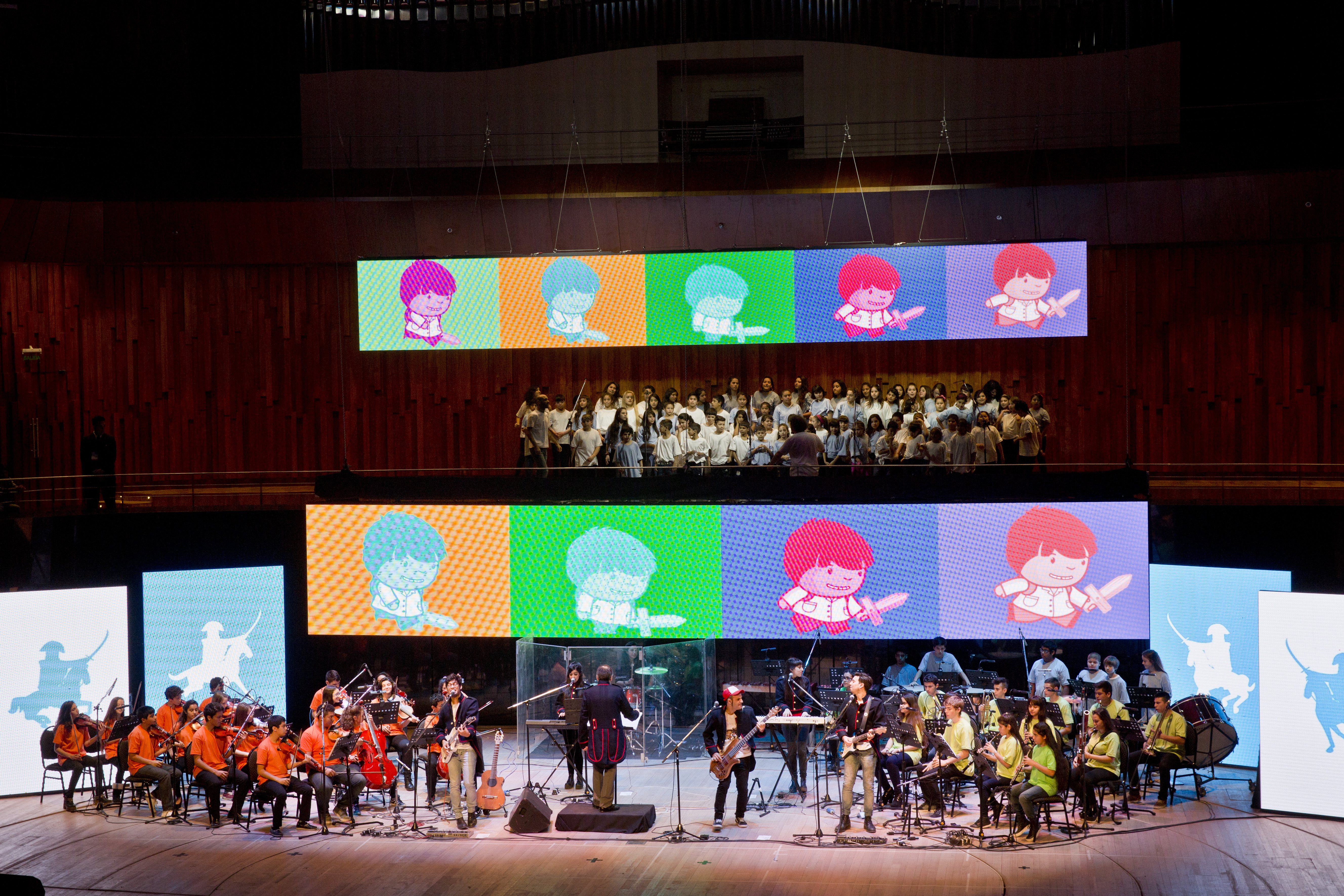
Show de La asombrosa sinfónica de Zamba en el Centro Cultural Kirchner.

La sinfónica Zamba fue un espectáculo donde la Asombrosa banda de Zamba, junto con el Coro y la Orquesta infantil y juvenil del Bicentenario, tocaron los temas de la serie en la sala Ballena Azul el 23 de julio de 2015.

#### Fábrica de personajes
En "La asombrosa fábrica de personajes de Zamba", los asistentes podían fabricar personajes y luego jugar en escenarios de la historia argentina como El Cruce de los Andes.

#### El asombroso atelier de Zamba
En esta sala, los participantes podían crear nuevas representaciones a partir de fragmentos de cuadros de pintores argentinos como Berni, de la Vega, Xul Solar y Pettoruti.

## Controversias
Desde el momento mismo de su puesta en pantalla a través de los medios públicos, la serie fue criticada por su enfoque maniqueo, presentando a la historia argentina como una lucha entre "buenos" y "malos". Además ha sido acusado de adoctrinamiento marxista, y kirchnerista. Concretamente se ha criticado que, siendo un programa infantil que busca acercar a los niños  la historia argentina, creado y financiado por el Estado nacional, su contenido se aparte de la historia tradicionalmente enseñada en los colegios, expresando únicamente el enfoque del revisionismo histórico, una corriente historiográfica nacida a principios del siglo XX y que siempre hasta ese momento fue minoritaria en los ámbitos académicos.
Por esos motivos el sociólogo Roberto Gargarella aseguró que el dibujo animado debía tener "mucho vínculo" con el gobierno que "toma partido sistemáticamente".
Según Raquel Martín: «De Sobremonte a Cisneros, del capitán realista al anglo-francés, de Beresford y Whitelock a los ingleses en Malvinas y la tenebrosa Junta Militar (presentada como vampiros en una Casa Rosada convertida en el castillo de Drácula, un significado que quizá completen más fácilmente los adultos que los chicos), los malos actúan para provecho económico personal y por mandato de una potencia extranjera que quiere dominar el mundo».
Varios capítulos de Zamba han generado controversias especiales. La directora de la Casa Natal de Sarmiento llegó a presentar una queja al Ministerio de Cultura por la indebida representación de Domingo Faustino Sarmiento en uno de los episodios. En el capítulo en cuestión, Sarmiento aparecía participando en una especie de Reality Show en el que competía con Facundo Quiroga. Sarmiento fue presentado como un personaje histérico e irracional que es fácilmente ridiculizado por su adversario. Luis Alberto Romero opinó en ese momento que el producto seguía presentando la historia como una contraposición entre lo bueno (Facundo Quiroga) y lo malo (Sarmiento). La funcionaria señaló además que su preocupación porque la estatua del prócer en la entrada fue víctima de ataques vandálicos que se viralizaron por redes sociales, coincidentemente con esta polémica.
En el capítulo sobre la Revolución Industrial, otro episodio que ha sido acusado de adoctrinamiento, se introduce a Adam Smith como una figura escocesa estereotipada que se limita a resaltar los aspectos positivos de la industrialización y a Karl Marx quien, tras rescatar a Zamba de una fábrica de apariencia monstruosa, le dice que en el capitalismo los “hijos de los obreros no van a la escuela” porque tienen que trabajar.
Otros episodios que causaron controversias fueron la aparición de Eva Perón, Lula, las Abuelas de Plaza de Mayo además de la  última dictadura argentina y la guerra de las Malvinas. Según Pablo Sirven: «En consonancia con la radicalización del cristinismo en el poder, antes de 2015, Zamba fue incorporando mayores puntos de vista revisionistas que despertaron polémicas.»